# NGC 2814
NGC 2814 is een balkspiraalstelsel in het sterrenbeeld Grote Beer. Het hemelobject werd op 3 april 1791 ontdekt door de Duits-Britse astronoom William Herschel.

## Synoniemen
- UGC 4952
- MCG 11-12-4
- ZWG 312,3
- IRAS09170 6428
- PGC 26469